# 圣费雷奥勒代科特
圣费雷奥勒德科特（法語：Saint-Ferréol-des-Côtes，法語發音：[sɛ̃ fɛʁeɔl de kot]）是法国多姆山省的一个市镇，位于该省东南部，属于昂贝尔区。

## 地理
圣费雷奥勒德科特（45°31'43"N, 3°42'27"E）面积15.03 平方千米，位于法国奥弗涅-罗讷-阿尔卑斯大区多姆山省，该省份为法国中南部省份，北起阿列省接壤，东临卢瓦尔省，南至上盧瓦爾省和康塔爾省，西接科雷兹省和克勒兹省。
与圣费雷奥勒德科特接壤的市镇（或旧市镇、城区）包括：昂贝尔、尚佩蒂耶尔、利夫拉杜瓦地区马尔萨克、勒莫内斯捷。
圣费雷奥勒德科特的时区为UTC+01:00、UTC+02:00（夏令时）。

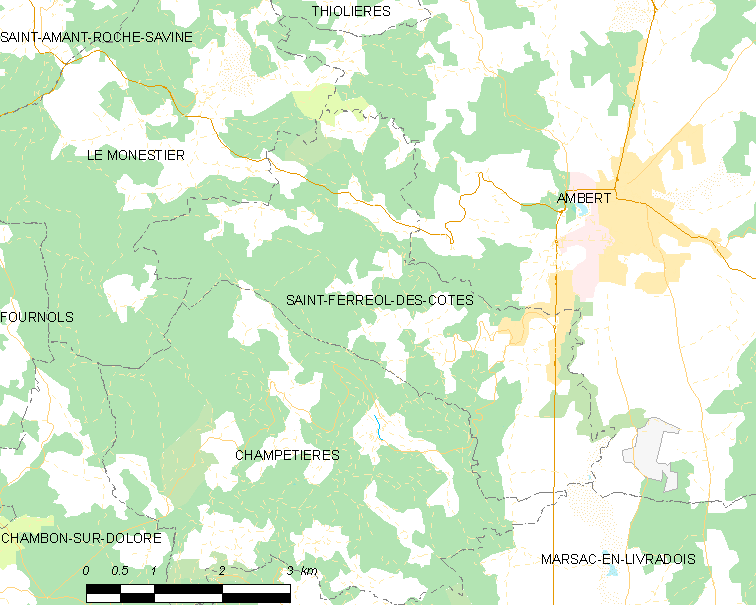
圣费雷奥勒德科特的OSM定位图

## 行政
圣费雷奥勒德科特的邮政编码为63600，INSEE市镇编码为63341。

## 政治
圣费雷奥勒德科特所属的省级选区为昂贝尔县。

## 人口

1962-2008年间圣费雷奥勒德科特人口变化图示

圣费雷奥勒德科特于2022年1月1日时的人口数量为549人。